# Homeworld: Cataclysm
Homeworld: Cataclysm – gra komputerowa z gatunku RTS, wyprodukowana przez Barking Dog Studio i wydana w 2000 przez Sierra Entertainment. Kontynuacja gry Homeworld z 1999 roku. Początkowo rozwijana jako dodatek, ale wydana jako osobna gra.

## Historia
Wydarzenia Homeworld: Cataclysm dzieją się piętnaście lat po zakończeniu wędrówki Kushan do ich świata rodzimego Hiigary. Gracz, kontrolując statek – matkę klanu Kiith Somtaaw – Kuun-Lan ma za zadanie ocalenie galaktyki przed nowym zagrożeniem zwanym Bestią.
Gra rozpoczyna się odebraniem przez wykonujący rutynowe działania górnicze statek Kuun-Lan wezwania do powrotu nad Hiigarę w celu obrony planety przed Imperium Taiidańskim. Po zwycięskiej bitwie Somtaaw podejmują się odnalezienia zaginionego niszczyciela Bushan-Re. W sektorze, gdzie naprawiają ten niszczyciel, napotykają artefakt-boję o nieznanym pochodzeniu. Ekipie naukowej udaje się ustalić, że wysyła on wiadomość w nieznanym języku oraz że osłonięty jest pewnego rodzaju materią organiczną. Podczas badań dolne pokłady Kuun-Lan stają się łupem nieznanego rodzaju infekcji. Wobec niemożności jej powstrzymania Dowództwo Floty odłącza dolną część kadłuba statku. Próba ratowania zainfekowanego fragmentu okrętu okazuje się bezcelowa, zostaje on bowiem zajęty przez bio-mechanicznego wirusa posiadającego świadomość nazwanego przez Somtaaw Bestią. Nowy wróg od tego czasu rośnie w siłę, stopniowo infekując dużą część galaktyki.
Dalsza rozgrywka koncentruje wysiłki gracza na próbach pokonania infekcji. Flota Somtaaw angażuje się między innymi w ochronę konwoju Republiki Taiidan, w atak na placówkę badawczą Imperium Taaidańskiego, czy oblężenie bazy Jeźdźców Turanic. Współpracując z siostrzanym okrętem, innymi siłami Hiigaran oraz Bentusi, rozwijając swoje możliwości technologiczne i bojowe między innymi poprzez zdobycie Działa Oblężniczego Somtaaw stają się na tyle silni by zwyciężyć Bestię. W ostatnim akcie gry siły klanu Sommtaw mierzą się ze źródłem infekcji: ze statkiem o nazwie Naggarok – z niego pochodzi bowiem Bestia – i pokonują go, by w ten sposób wyzwolić galaktykę.

## Naggarok i Bestia
Naggarok to okręt pochodzący z odległej dla Hiigaran galaktyki, który padł łupem Bestii podczas podróży przy użyciu eksperymentalnego napędu hiperprzestrzennego o ogromnej sile. Załoga Naggarok, zdając sobie sprawę z natury infekcji zniszczyła systemy napędu oraz komunikacji okrętu. Wysiłki te jednak zostały zaprzepaszczone przez systemy awaryjne statku, które wobec uszkodzeń wyrzuciły boję zawierającą drobną cząstkę Bestii. Nadajnik ten zostaje później odnaleziony przez siły Somtaaw.
Bestia, będąc bio-mechanicznym wirusem rozszerza swoje umiejętności oraz zdolności technologiczne infekując kolejne okręty. Imperium Taiidańskie zawiązało sojusz z Bestią w nadziei na odzyskanie dawnego układu sił w galaktyce, wirus wykorzystał ich siły, przejmując między innymi najpotężniejszą stacją bojową Republiki Taiidan.

## Rozgrywka

### Gra jednoosobowa
Kampania dla pojedynczego gracza zawierają 17 misji, przy czym gra posiada również misje wprowadzające tutorial. Grafika reprezentuje ten sam co w przypadku Homeworld poziom, ze względu na zastosowanie tego samego silnika 3D. W znacznym stopniu przebudowany został sam tryb rozgrywki poprzez:
- możliwość zastosowania ośmiokrotnej kompresji czasu,
- możliwość unowocześnienia okrętów (poprzez badania),
- możliwość budowy modułów rozszerzających zdolności większych okrętów,
- eliminację paliwa (koniecznego we wcześniejszej wersji do działania mniejszych statków),
- możliwość uzbrojenia statku- matki,
- wybór stopnia trudności rozgrywki,
- wprowadzenie widoku z kabiny pilota,
- możliwość prowadzenia zadań patrolowych,
- zdobywanie kolejnych rang przez statki (każdy statek bojowy może zdobyć maksymalnie czwarty poziom doświadczenia poprzez walkę).

Pojawił się szereg nowych okrętów i technologii (np. budowa okrętów mimicznych, możliwość łączenia okrętów w większe).

### Gra wieloosobowa
W tryb dla wielu graczy wprowadzony został szereg zmian:
- wybór stopnia trudności rozgrywki;
- nowe okręty, rasy i technologie (wynikające z nowego scenariusza);
- istnienie tuneli podprzestrzennych;
- nowe mapy.

## Spotykane rasy
Podczas kampanii gracz spotyka siły:
- Somtaaw
- Hiigaran (Kushan)
- Imperium Taiidańskie
- Republika Taiidańska
- Jeźdźców Turanic
- Bestii
- Bentusi

## KontynuacjeHomeworld: Cataclysm
Bezpośrednią kontynuacją gry jest Homeworld 2, wydany w 2003 roku. W tej części Hiigaranie muszą ochronić Ojczyznę przed nowym wrogiem – rasą Vaygr. Głównym celem stanie się walka o rdzenie hiperprzestrzeni, które umożliwią uruchomienie prastarego Statku Przodków.